# Cementiri de Borre
El cementiri de Borre (en noruec: Borrehaugene, del nòrdic antic borró i haugr, que significa «monticle») es troba al Parc Nacional de Borre, a Horten, Vestfold, Noruega.
El parc té una extensió de 182.000 m² i el seu conjunt de túmuls funeraris és excepcional en els països escandinaus. Avui, es poden veure set grans monticles i un cairn. Dos monticles i un cairn han estat destruïts en temps recents. Hi ha també 25 cairns més petits i el cementiri va poder tenir una major extensió. Alguns dels monticles arriben 45 metres de diàmetre i fins a sis metres d'alçada. Borrehaugene ofereix una perspectiva històrica molt important i evidencia la importància del poder local durant l'època merovíngia fins a l'era vikinga.

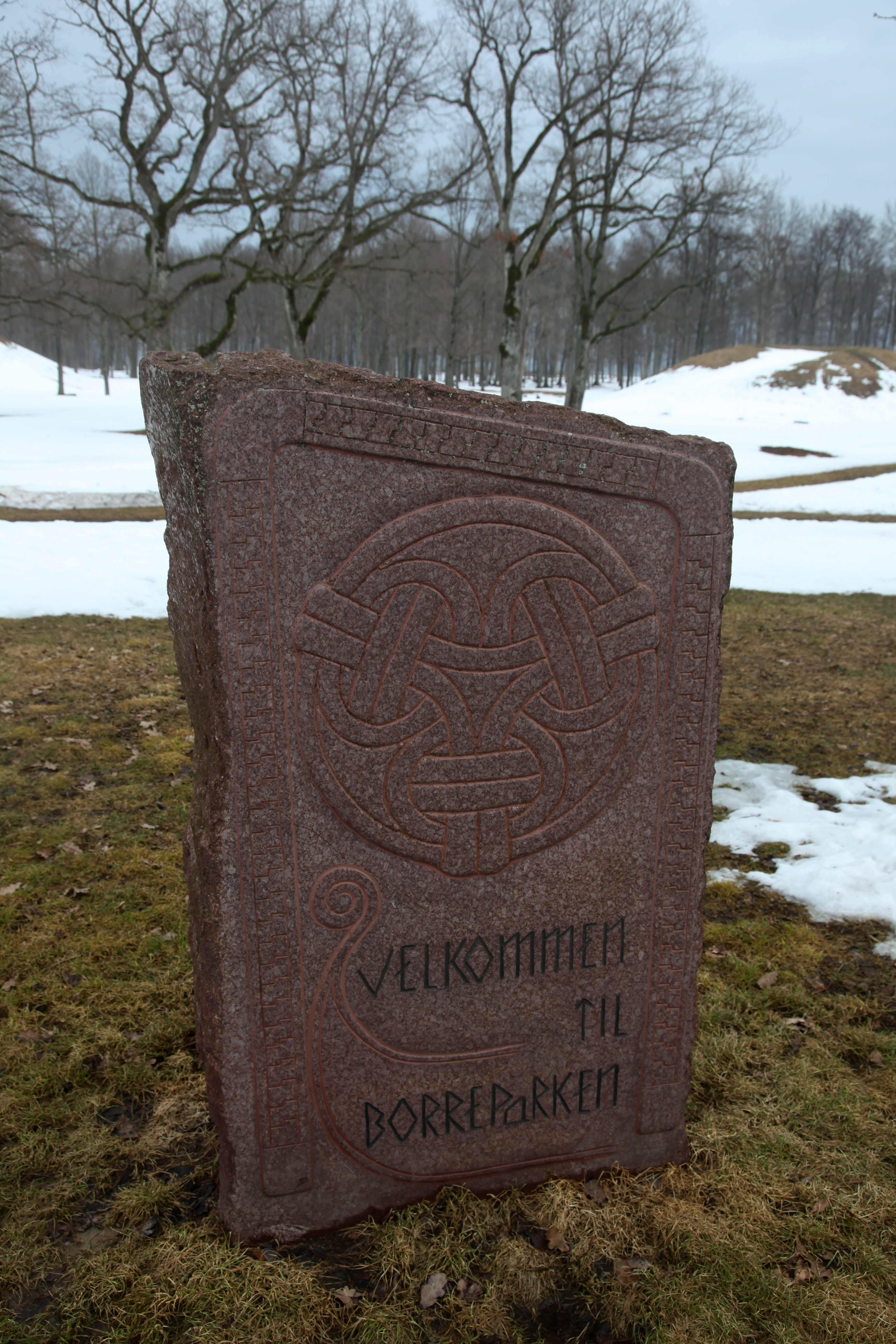
Parc nacional de Borre

Les primeres investigacions al cementiri van tenir lloc el 1851-1852. Els constructors locals van usar els monticles com pous de grava i en el procés es va destruir gran part d'un monticle que contenia una nau vikinga. L'arqueòleg Nicolay Nicolaysen va examinar el que restava del contingut del túmul. Les excavacions a la tomba varen descobrir armes i equipament de muntura, el que suggereix que pertanyia a un home, així com una inusual selecció d'artesania, la major part exposada al Museu de Vaixells Vikings d'Oslo.
El particular traç i característiques de l'artesania es coneix com a estil Borre i és avui dia conegut per la seva bellesa ornamental en figures animals i nusos, que sovint es feien servir per decorar arnesos. Els cairns més petits van ser investigats el 1925, descobrint que eren simples tombes convertides en cendres per la cremació dels difunts. De 1989 a 1991 varen fer-se altres excavacions, per l'arqueòleg Bjørn Myhre, dins el parc i els seus voltants. El 2000 es va obrir el Centre Històric Midgard, com a part del museu Vestfold (Vestfoldmuseene) amb l'objectiu de difondre el coneixement sobre l'època dels vikings. L'octubre de 2007 el museu efectuà investigacions amb georadar (GPR), que van portar al descobriment de les restes sepultades de dues gran sales d'edificis prehistòrics, el primer roman descobert prop de Borre. El març de 2013 altres introspeccions terrestres a gran escala, amb el mateix mètode, va donar com a resultat el descobriment d'una altra gran sala i, el 2015, Erich Draganits et al., basant-se en l'anàlisi de les característiques geomorfològiques de l'indret, varen suggerir que era molt probable que a Borre hi hagués un port prehistòric.